# Flirtation Walk
Flirtation Walk és una pel·lícula musical romàntica estatunidenca de 1934 escrita per Delmer Daves i Lou Edelman, i dirigida per Frank Borzage.

## Argument
Se centra en un soldat (Dick Powell) que s'enamora de la filla d'un general (Ruby Keeler) durant la breu estada del general a Hawaii, però aquesta ha de marxar amb el seu pare a les Filipines abans que la seva relació pugui florir. Es reuneixen diversos anys més tard quan el soldat està a punt de graduar-se a West Point i el general es converteix en el comandant de l'Acadèmia.

## Repartiment
- Dick Powell com Richard Palmer Grant Dorcy Jr.
- Ruby Keeler com Kit Fitts
- Pat O'Brien com Scrapper Thornhill
- Ross Alexander com Oskie
- John Arledge com Spike
- John Eldredge com Tinent Biddle
- Henry O'Neill com General Fitts
- Guinn Williams com Sleepy
- Frederick Burton com General Landacre
- John Darrow com Chase

## Producció
La ressenya de la pel·lícula a The New York Times va comentar que moltes escenes es van rodar realment a West Point, i The Hollywood Reporter va informar que Bobby Connolly va començar a filmar el número hawaià el 3 de juliol de 1934 i estava previst que acabés el 10 de juliol. El conjunt va ser el més gran mai construït a Warner Bros. Després de completar aquest número, Connolly va començar el número de noces militars amb més de 400 ballarins. L'èxit de la pel·lícula va portar a Warner Brothers a tornar a combinar Powell, Keeler, Alexander i Arledge amb Borzage i Daves en circumstàncies similars d'argument i caràcter per fer Shipmates Forever, una pel·lícula sobre l'Acadèmia Naval dels Estats Units, l'any següent.

## Taquilla
Segons els registres de Warner Bros, la pel·lícula va guanyar 1.062.000 dòlars als Estats Units i 471.000 dòlars a l'estranger.

## Premis i honors
La pel·lícula va ser nominada a l'Oscar a la millor pel·lícula i a la millor gravació de so (Nathan Levinson ).